# Olijfberg-kruis
Het Olijfberg-kruis (Duits: "Ölberg-Kreuz") werd op 24 december 1909 door de Pruisische prins Eitel Friedrich van Pruisen gesticht ter herinnering aan de instelling van een hospitaal, de "Kaiserin Auguste Victoria-Stiftung" stichting, op de in het Nieuwe Testament genoemde Olijfberg in Jeruzalem. Zijn zeer religieuze moeder, keizerin Augusta Victoria van Duitsland, koningin van Pruisen, was erg geïnteresseerd in goede doelen zoals hospitalen en in het bouwen van kerken.
Keizer Wilhelm II van Duitsland en zijn vrouw Auguste Victoria hadden Jeruzalem in 1898 bezocht in een bezoek dat indertijd sterk de aandacht van de internationale pers had getrokken. Zij zegden toe dat ze een rusthuis voor pelgrims, met name voor patiënten die malaria hadden opgelopen, en christelijke pelgrims zouden laten bouwen.
Op 27 januari 1907 werd de "Ölbergstiftung" in een door de keizer, de keizerin en hun zeven kinderen getekend statuut gesticht. In 1907 werd ook de eerste steen gelegd.
Het Olijfberg-kruis was bedoeld voor heren en dames die zich voor het hospitaal verdienstelijk hadden gemaakt. In het in 1910 geopende hospitaal werden malariapatiënten verpleegd. De Johanniterorde nam het beheer van kerk en hospitaal op zich. Er was 2,5 miljoen mark bijeengebracht. De protestantse kerk op de Olijfberg, "Himmelfahrtkirche" of simpelweg "De Augusta Victoria" genoemd kwam in 1914 gereed.

## Het kruis
Het rood, zwart en wit geëmailleerde gouden of verguld zilveren jeruzalemkruis werd aan een wit zijden lint of aan een strik op de rechterborst of de rechterschouder gedragen. Het kruis is een variant op het zogenaamde krukkenkruis. Het rode "jeruzalemkruis" is een symbool dat in de heraldiek al eeuwen met Jeruzalem wordt geassocieerd. In de armen van het krukkenkruis zijn bij deze onderscheiding vier zwarte kruisen gelegd. In het midden is een achtpuntig kruis van Malta gelegd. De acht punten herinneren in de christelijke beleving aan de acht zaligsprekingen van Jezus. De kleuren zwart, wit en rood zijn de kleuren van de vlag van Pruisen.
Het kruis wordt verhoogd met een verguld zilveren of gouden monogram met de verstrengelde letters "VA". De catalogus van Jörg Nimmergut spreekt van kruisen van goud en verguld zilver en van eenvoudiger verguld zilveren kruisen. Alle kruisen zijn geëmailleerd. Het monogram werd niet geëmailleerd en rustte bij de strik op het lint. Tussen verhoging en kruis zijn bij het versiersel van een dame twee ronde gouden of verguld zilveren schakels aangebracht. Bij de kruisen voor heren is het lint door de ring die deel van het monogram uitmaakt gehaald.
Het kruis is uit zes gesoldeerde onderdelen samengesteld. Op de achterzijde ontbreekt het witte kruis van Malta.